# VM i skak 1993 (FIDE)
VM i skak 1993 (FIDE) var en match mellem den tidligere verdensmester i skak Anatolij Karpov fra Rusland, og Jan Timman fra Holland. Tilføjelsen (FIDE) i navnet henviser til, at der var to verdenemester-titler på dette tidspunkt, idet den regerende verdensmester under FIDE, Garri Kasparov fra Rusland, brød med verdensskakforbundet og stiftede sin egen "klassiske" VM-titel som han spillede match om mod Nigel Short fra Storbritannien. FIDE afviklede i stedet denne match, som Karpov vandt med 12½ – 8½ (bedst af 24 partier).
Matchen startede 6. september 1993 i Zwolle, Holland, hvorefter den fortsatte til Arnhem og Amsterdam. Det var meningen, at den anden halvdel skulle afvikles i Oman, men efter de 12 spillede partier i Holland, blev matchen afbrudt den 25. september. Årsagen var, at dels havde de hollandske arrangører ikke skaffet deres halvdel af præmiepuljen på 4 mio. schweizerfrancs, dels meldte Oman fra undervejs. Ingen vidste om spillet ville blive genoptaget, men i oktober annoncerede FIDE, at man rykkede til Jakarta, Indonesien for at færdiggøre matchen, og at man ville spille om FIDEs minimumsgaranti på 1 mio. schweizerfrancs. Matchen blev genoptaget den 17. oktober
Det kom senere frem, at tilbuddet fra Oman stammede fra EMMA, et PR-firma, som arbejdede for FIDE.

## Baggrund
Det var forventet, at VM-matchen i 1993 ville blive endnu en match mellem de to K'er, Kasparov og Karpov, men for første gang nogensinde tabte Karpov en match til en anden spiller end Kasparov, da han tabte semifinalen i kandidatturneringen til Nigel Short Short med 6 – 4 (bedst af ti partier). Derefter vandt Short over Jan Timman og var klar til VM-match mod Kasparov. Men de to blev enige om, at FIDEs tilbud om en VM-match i Manchester ikke var godt nok og stiftede deres egen organisation, Professional Chess Association (PCA), som afviklede en match i London.
FIDE reagerede med at tage titlen fra Kasparov og slette ham og Short fra ranglisten. I stedet for matchen mellem Kasparov og Short arrangerede verdensskakforbundet en match mellem den tidligere verdensmester og seneste udfordrer til Kasparov, Anatolij Karpov, og taberen af kandidatfinalen, Jan Timman. For at understrege at FIDE tog handsken op fra Kasparov og Short, skulle matchen afvikles samtidigt med PCA-mesterskabet.

## Efterspil
Med Karpovs sejr var både han og Garri Kasparov verdensmestre, men kun Kasparov blev bredt anerkendt. Som i 1975, da han blev verdensmester uden kamp mod Bobby Fischer, satte Karpov sig efterfølgende for at vise, at han fortjente titlen. I 1994 hentede han karrierens største turneringstriumf og den bedste ratingpræstation i skakhistorien, da han han vandt Linares-turneringen med 11 points ud af 13 mulige og med 2½ points forspring ned til Kasparov og Alexej Sjirov, som delte andenpladsen. Af de stærkeste spillere i verden på det tidspunkt manglede deltagerlisten kun Valerij Salov og Nigel Short. Med dette resultat fik han vist, at han stadig var den, der lå tættest på Kasparov, selv om han efterhånden var midt i 40'erne.
Kasparov begyndte i 1994 at nærme sig FIDE igen, og var bl.a. med til at redde årets skakolympiade, som skulle have været afviklet i Grækenland, men hvor det russiske skakforbund trådte til, da grækerne måtte melde fra. 29. oktober blev Kasparov genoptaget på FIDEs rangliste og i slutningen af året støttede han Florencio Campomanes' genvalg som præsident for organisationen.
Kasparov og Campomanes underskrev en erklæring om at opnå forståelse mellem PCA og FIDE, men VM-titlerne forblev delt frem til VM i skak 2006.
Frem mod det næste FIDE-VM var verdensmesteren for første gang ikke sikret en match om VM, idet Karpov blot blev seedet til semifinalen i en knockoutturnering i VM i skak 1996 (FIDE).